# Anoxypristis cuspidata
O peixe-serra-estreito (Anoxypristis cuspidata), é uma espécie de peixe-serra da família Pristidae, superordem Batoidea que inclue os raios e patins. Peixes-serra exibem uma distribuição circunglobal em hábitats marinhos quentes e de água doce. A família possui cinco espécies viventes, pertencentes a dois gêneros (Pristis e Anoxypristis). Os peixes-serra são caracterizados pelo rostro longo, estreito e achatado, revestido com dentes transversais afiados, dispostos de uma forma que se assemelha aos dentes de uma serra, que são usados para matar presas. É encontrado em águas costeiras rasas e estuários do Pacífico Indo-Ocidental, que vão desde o Mar Vermelho e o Golfo Pérsico até o sul do Japão, Papua Nova Guiné e norte da Austrália.
É o único membro vivo do gênero Anoxypristis, mas foi inicialmente descrita no gênero Pristis. Comparado a Pristis, Anoxypristis tem uma serra rostral mais estreita com numerosos dentes na parte distal e sem dentes no basal de um quarto (seção desdentada cerca de um sexto em jovens).
Esta espécie pode alcançar até 3,5 m de comprimento.
Além da Anoxypristis cuspidata, Anoxypristis gênero inclui algumas espécies extintas que são conhecidas apenas pelo registro fóssil.

## Distribuição e habitat
O Peixe-serra-estreita é distribuído através de uma ampla faixa do Oceano Indo-Pacífico. Está presente nas águas do Irã, Índia, Sri Lanka, Bangladesh, Malásia, Birmânia, Indonésia e Papua Nova Guiné.